# Převýšov
Převýšov – gmina w Czechach, w powiecie Hradec Králové, w kraju hradeckim. Według danych z dnia 1 stycznia 2014 liczyła 336 mieszkańców.
W miejscowości jest stacja kolejowa Převýšov.